# Gueïda Fofana
Gueïda Fofana (Le Havre, Francia, 16 de mayo de 1991) es un exfutbolista francés de origen camerunés. Jugaba de defensa central.
Gueïda Fofana fue uno más de los prometedores defensores de futuro con los que la selección francesa contaba. A diferencia de los demás defensores, Fofana contaba con una gran visión de juego, demasiado bueno en el 1 contra 1 y excelente para salir con balón controlado e iniciar jugadas. Además era muy rápido y posee un muy potente físico.
Con tan solo 25 años, Fofana tuvo que retirarse del fútbol debido a una lesión en el tobillo de la que nunca se pudo recuperar.

## Selección nacional
Ha sido internacional con la selección de fútbol de Francia sub-20.

### Participaciones en Copas del Mundo
| Mundial                     | Sede     | Resultado    | Partidos | Goles |
| --------------------------- | -------- | ------------ | -------- | ----- |
| Copa Mundial Sub-20 de 2011 | Colombia | Cuarto lugar | 7        | 2     |

## Clubes
| Club               | País    | Año       |
| ------------------ | ------- | --------- |
| Le Havre AC        | Francia | 2009-2011 |
| Olympique Lyonnais | Francia | 2011-2017 |